# برونو پرادا
برونو پرادا (انگلیسی: Bruno Prada؛ زادهٔ ۳۱ ژوئیهٔ ۱۹۷۱) قایقران قایق بادبانی اهل برزیل است.